# Båslunde
Båslunde er en lille landsby imellem Skælskør og Eggeslevmagle. Båslunde er også et landområde (sogneområde) i Eggeslevmagle Sogn. Tæt på byen ligger Kanehøj Mølle og Kanehøj som også bliver kaldt Galgebakken.

## Kanehøj
Kanehøj er en Bronzealderhøj og en Gravhøj. Den sidste henrettelse på Kanehøj blev foretaget den 8. april 1825, henrettelsen blev overværet af H. C. Andersen, som på den tid var latinskoleelev i Slagelse. Han skrev i bogen "Mit Livs Eventyr", at henrettelsen gjorde ham "ilde tilpas". Om henrettelsen: En ung 17 årig pige der, eftersom faderen var imod hendes kærlighed, fik elskeren og tjenestekarlen til at dræbe ham, efter at hun selv, forgæves, havde forsøgt det med rottekrudt.

## Gårde i og omkring Båslunde
Båslunde udgøres af ni gårde: Brændestensgård, Gadeholmsgård, Galbuegård, Kanehøjgård, Kanehøj Møllegård, Maglebjerggård, Maglegård, Rolighedsgård og Skydebjerggård. På Kanehøj Møllegård var der brødfabrik fra 1884 til 1992.

## Kanehøj Mølle
Kanehøj Mølle er beliggende ved Kanehøj, som var Skælskørs gamle rettersted indtil 1825. Den oprindelige mølle var en stubmølle, som brændte i 1880. Året efter blev den nuværende mølle opført. I tidernes morgen også drevet bageri fra Kanehøj Mølle Brødfabrik. Kanehøj mølle, den nuværende mølle, er opført 1881, det er en hollandsk vindmølle med galleri. Den har en firkantet undermølle i grundmur og en ottekantet overmølle i træ beklædt med spån. hatten er løgformet og beklædt med spån, vingerne har hækværk til sejl og møllen krøjer med vindrose. Møllen er åben på Dansk Mølledag